# Generaal der Verbindingstroepen
Generaal der Verbindingstroepen (Duits: General der Nachrichtentruppe) was een rang in het de Wehrmacht, het leger van nazi-Duitsland van 1935 tot 1945. Een generaal der Verbindingstroepen was het equivalent van een drie-sterrengeneraal in het Britse leger en het Amerikaanse leger. Hij voerde het bevel over een korps of een leger.  Hij was hoger in rang dan een luitenant-generaal en lager dan een kolonel-generaal, een rang die in het Nederlandse leger niet voorkomt.
Naast deze functie bestonden in de Luftwaffe gelijkwaardige rangen, namelijk generaal der Vliegeniers, generaal der Luchtverbindingstroepen en generaal der Parachutisten. 
Het Derde Rijk breidde de rangen uit met een
- generaal der Pantsertroepen (General der Panzertruppe)
- generaal der Genie-troepen (General der Pioniere)
- generaal der Bergtroepen (General der Gebirgstruppe)
- generaal der Cavalerie (General der Kavalerie)
- generaal der Infanterie (General der Infanterie)

## Generaals der Verbindingstroepen
| Naam             | Geboortejaar | Overlijdensjaar | Benoeming       | Opmerking |
| ---------------- | ------------ | --------------- | --------------- | --- |
| Erich Fellgiebel | 1894         | 1975            | 1 augustus 1940 | Inspekteur der Nachrichtentruppe                                                                                     |
| Albert Praun     | 1886         | 1944            | 1 oktober 1944  | Chef van het Heeres-Nachrichtenwesens in het Oberkommando des Heeres en tot chef van het Wehrmacht-Nachrichtenwesens |